# Bohuslav Novák
Bohuslav Novák ist ein ehemaliger tschechoslowakischer Skispringer.

## Werdegang
Novák bestritt sein erstes und einziges internationales Turnier mit der Vierschanzentournee 1970/71. Nach Platz 33 beim Auftaktspringen auf der Schattenbergschanze in Oberstdorf überraschte der zuvor international nicht beachtete Novák die Konkurrenz mit dem zehnten Platz auf der Großen Olympiaschanze in Garmisch-Partenkirchen. Auch auf der Bergiselschanze in Innsbruck erreichte er mit Rang 21 ein gutes Ergebnis. Die Tournee beendete er nach Platz 15 auf der Paul-Außerleitner-Schanze in Bischofshofen auf dem 14. Platz der Gesamtwertung.

## Statistik

### Vierschanzentournee-Platzierungen
| Saison  | Platz | Punkte |
| ------- | ----- | ------ |
| 1970/71 | 14.   | 841,3  |